# Vandavasi
Vandavasi (en tamoul : வந்தவாசி), appelée autrefois Wandiwash en anglais, et Vandavachi ou Vandavashel en français, est une ville et une municipalité du district de Tiruvannamalai, dans l'État indien du Tamil Nadu. En 2011, la ville comptait une population de 31 320 habitants. Vandavasi fut un des deux sièges des nayaks de Kalahasti entre les XVIIe siècle et XVIIIe siècle,. Cette dynastie se partageant deux principautés vassales de Vijayanagara, qui couvrent le sud de l'actuel Andhra Pradesh et le nord de l'actuel Tamil Nadu.
Elle est renommée pour la bataille de Wandiwash en 1760, qui opposa les compagnies des Indes orientales françaises et britanniques durant la Guerre des Sept Ans.